# Vlha vlaštovčí
Vlha vlaštovčí (Merops hirundineus) je 20–22 cm velký pták z čeledi vlhovitých (Meropidae).

## Popis
Je štíhlá, převážně zelená s delším, černým, mírně zahnutým, na konci zašpičatělým zobákem a dlouhým, modro-bíle zbarveným, vykrojeným ocasem. Hrdlo má zbarvené bíle, žlutě a modře, přes oko se jí táhne silný černý pruh.

## Výskyt
Vyskytuje se v lesích s travnatými světlinami na rozsáhlém území subsaharské Afriky.

## Biologie
Je částečně tažná. Jedná se o společenský druh. Živí se převážně hmyzem, nejčastěji včelami, vosami a sršněmi, na který číhá z pozorovatelny a který následně loví za letu. Hnízdí ve vlastně vybudovaných relativně dlouhých chodbičkách v příkrých březích, kam klade 2–4 bílá vejce.